# علي محمود الريماوي
علي بن محمود الريماوي (1277 هـ-1337 هـ / 1860-1919 م) شاعر فلسطيني ولد وتوفي بالقدس، واشتهر قبيل الحرب العالمية الأولى وفي أثنائها. أصل أسرته من حلب، وانتقل منها أسلافه إلى فلسطين في عهد صلاح الدين الأيوبي، وتوطن بعضهم بيت ريما شمال غرب القدس فنسبوا إليها. تعلم بالأزهر، ثم عين مدرسا للفقه واللغة العربية في مدرسة المعارف بالقدس. كما عمل محررا للقسم العربي بجريدة القدس. ومحرراً بجريدة النجاح لمدة عامين.